# Explosievenverkenningseenheid
Een Explosievenverkenningseenheid is een eenheid van de Nederlandse politie die in het geval van een bommelding wordt ingezet om de eerste maatregelen te nemen.
Dergelijke eenheiden bestaan over het algemeen uit drie of vier personen: een teamleider en twee of drie explosievenverkenners. Soms heeft de eenheid ook de beschikking over een politiehond die is getraind in het opsporen van explosieve stoffen. De eenheden bestaan over het algemeen uit politiemensen die dit als nevenfunctie naast hun dagelijkse taken doen.

## Werkwijze
Nadat een mogelijk serieuze bommelding is binnengekomen of ergens een verdacht pakketje wordt aangetroffen, wordt een explosievenverkenningseenheid opgeroepen. Zij verkennen de situatie en adviseren de beheerder van een gebouw en/of de burgemeester over te nemen maatregelen. Maatregelen die genomen kunnen worden zijn onder andere het ontruimen van een pand of omgeving, het plaatsen van een afzetting, het plaatsen van beschermende materialen rond een verdacht pakket en het stilleggen van verkeer.
Indien de eenheid denkt dat er een werkelijk explosief aanwezig is, schakelen zij de Explosieven Opruimingsdienst Defensie (EOD) in. Deze maakt het explosief onschadelijk of brengt het gecontroleerd tot ontploffing.
Een andere taak van explosieveneenheden van de politie is het controleren van gebouwen en omgevingen op de aanwezigheid van explosieven indien dat noodzakelijk wordt geacht.